# Gentjan Çoçja
Gentjan Çoçja (* 18. März 1974) ist ein ehemaliger albanischer Fußballspieler.

## Karriere

### Verein
Çoçja begann seine Karriere 1995 beim Verein KS Vllaznia Shkodra und spielte dort bis 1996.

### Nationalmannschaft
Çoçja absolvierte am 30. November 1995 sein einziges Länderspiel für die albanische Nationalmannschaft. Er wurde In einem Freundschaftsspiel gegen Bosnien und Herzegowina eingesetzt, das mit 2:0 gewonnen wurde.